# ليونغ تشي وينغ
ليونغ تشي وينغ (بالصينية: 梁志榮) هو مدرب كرة قدم ولاعب كرة قدم صيني في مركز الدفاع، ولد في 29 أبريل 1978 في هونغ كونغ في الصين. شارك مع منتخب هونغ كونغ لكرة القدم. أما مع النوادي، فقد لعب مع نادي إيسترن سبورتس ونادي جنوب الصين ونادي سون هي ونادي كيتشي.

## وصلات خارجية
- ليونغ تشي وينغ على موقع الاتحاد الدولي (مؤرشف)  (الإنجليزية)
- ليونغ تشي وينغ على موقع قاعدة بيانات كرة القدم.إي يو (الإنجليزية)
- ليونغ تشي وينغ على موقع ناشيونال فوتبول تيمز (الإنجليزية)